# Tomaszgród (wieś)
Tomaszgród (ukr. Томашгород, Tomaszhorod) – wieś na Ukrainie, w obwodzie rówieńskim, w rejonie sarneńskim, w hromadzie Rokitno, w pobliżu osiedla typu miejskiego o tej samej nazwie. W 2001 liczyła 1586 mieszkańców, wśród których 1585 wskazało jako ojczysty język ukraiński, a 1 białoruski.
W okresie międzywojennym wieś znajdowała się w granicach II RP, wchodząc w skład gminy Klesów w powiecie sarneńskim, w województwie wołyńskim.